# Tarita
Tarita teljes nevén Tarita Teriipia (Bora Bora, 1941. december 29. –) Francia Polinézia-i születésű, az Egyesült Államokban dolgozó színésznő, francia és kínai felmenőkkel.

## Élete
1962-ben az egyik főszereplő volt a Lázadás a Bountyn c. amerikai filmben, ahol a Christian Fletchert alakító Marlon Brando szerelmét, Maimitit játszotta. Bár a film becsődölt, de Taritát világhírűvé tette. A premier közben Brando megpróbálta magához csábítani partnernőjét, aki azonban próbált ellenállt neki, mert hallott Brando elviselhetetlen természetéről. Végül engedett, és az első éjszaka után terhes lett a színészikontól. Amikor Brando ezt megtudta, követelte Taritától, hogy vetesse el a magzatát, amire a lány nem volt hajlandó. Hamarosan megszületett fia, Simon Teihotu, akit Brando elismert, és feleségül vette az anyját. Tahitin egy szigetet vásárolt, amely kedvenc otthona lett. Ott élt családjával, amikor éppen nem volt Hollywoodban. Sajnos a házasság nem volt boldog, sőt sokkal inkább teher, különösen Tarita számára, mivel férje sosem akarta igazán ezt a frigyet. Igazi házaséletet sosem éltek, amit legjobban példáz, hogy második leányuk Cheyenne Brando már mesterséges megtermékenyítés útján született. Cheyenne azonban apja szeme fénye volt, és szintén színészi pályára lépett.
Tarita még két filmben szerepelt, aztán teljesen visszavonult. Tíz év után házassága felbomlott, de a nehéz idők nem értek ezzel véget. Simon drogfüggő lett. Cheyenne házasságra akart lépni egy férfival, aki azonban már az esküvő előtt is többször bántalmazta. Amikor ezt Simon megtudta, ingerült lett és megölte a férfit. Brando teljes vállszélességgel, de erkölcsösség nélkül állt ki fia mellett és horribilis összeget, 10 millió dollárt fizetett az óvadékért. Simon azonban idővel drogfogyasztása miatt börtönbe került, Cheyenne, Brando imádott lánya pedig öngyilkos lett.
Tarita azóta teljesen egyedül él. Férje halála után megírta memoárját, Szerelmem és gyötrelmem Marlon (Marlon, My Love and My Torment) címen.